# National Security Archive
A National Security Archive é uma instituição não governamental sem animo de lucro localizada na Universidade George Washington em Washington, DC nos Estados Unidos da América.
Fundada em 1985 por Scott Armstrong, esta instituição arquiva e publica os documentos desclassificados pelo Governo dos Estados Unidos relacionados com a política exterior de dito país. O arquivo recoleta e analisa os documentos de várias instituições do governo obtidas graças à Lei de Liberdade de Informação (Freedom of Information Act).O arquivo seleciona-os para fazê-los públicos em forma de manuscritos e microfichas, ao mesmo tempo em que os publica na sua página web, que recebe cerca de meio milhão de descarregas diárias.

## Crítica
Segundo o coronel da Força Aérea dos EUA Robert Chandler, em seu livro Shadow World, a National Security Archive é um braço do think-thank de esquerda Institute for Policy Studies, operando sob a fachada da Universidade George Washington. Sua função seria a de garimpar os arquivos dos acervos do governo americano para expor ao público um mosaico de informações com lacunas e dados inflados. Peter Kornbluh, o diretor da ONG, manteve relações com sandinistas apoiados pela inteligência cubana durante a revolução nicaraguense nos anos 80. Kornbluh é o personagem principal do documentário do jornalista Flávio Tavares, O Dia Que Durou 21 Anos, e é apresentado como o responsável por prover todos os documentos que comprovam a intervenção americana no Golpe de 1964.

## Financiadores
O National Security Archive é financiada por meio de doações de pessoas físicas e doações de ONGs como a Samuel Rubin Foundation, Carnegie Corporation de Nova York, a Fundação Ford, a Fundação William e Flora Hewlett, o John S. e James L. Knight Foundation, o John D. e Catherine T. MacArthur Foundation e a Open Society .